# S Piscium
S Piscium är en pulserande variabel av Mira Ceti-typ i Fiskarnas stjärnbild.
Stjärnan varierar mellan magnitud +8,2 och 15,3 med en period av 404,62 dygn.